# NGC 6034
NGC 6034 је елиптична галаксија у сазвежђу Херкул која се налази на NGC листи објеката дубоког неба.
Деклинација објекта је + 17° 11' 55" а ректасцензија 16h 3m 32,0s. Привидна величина (магнитуда) објекта NGC 6034 износи 13,6 а фотографска магнитуда 14,6. NGC 6034 је још познат и под ознакама MCG 3-41-62, CGCG 108-84, DRCG 34-7, PGC 56877.